# Sugar Lake State Park Open Shelter
 (août 2020).
Le Sugar Lake State Park Open Shelter est un abri de pique-nique dans le comté de Buchanan, au Missouri, dans le centre des États-Unis. Protégé au sein du Lewis and Clark State Park, ce bâtiment a été construit par le Civilian Conservation Corps dans le style rustique du National Park Service en 1934. Il est inscrit au Registre national des lieux historiques depuis le 28 février 1985.